# Boulton & Paul Overstrand
Il Boulton & Paul P.75 Overstrand fu un bombardiere medio bimotore e biplano sviluppato dall'azienda aeronautica britannica Boulton & Paul Ltd. nei primi anni trenta.
Fu l'ultimo bombardiere medio biplano ad entrare in servizio nella Royal Air Force, l'aeronautica militare del Regno Unito, una serie iniziata durante la prima guerra mondiale con il Vickers Vimy e l'Handley Page Type O. L'Overstrand rimase in servizio per breve tempo nella seconda parte degli anni trenta fino all'inizio della seconda guerra mondiale, periodo nel quale rimanevano in linea solo pochi esemplari superstiti relegati alla formazione degli equipaggi nei reparti da addestramento della RAF.

## Storia del progetto
Nei primi anni trenta la Boulton & Paul Ltd. ritenne di sviluppare un nuovo modello di bombardiere da offrire al mercato dell'aviazione britannica. L'ufficio tecnico dell'azienda affidò all'ingegnere H.A. Hughes il compito di disegnare un velivolo adatto allo scopo. Hughes decise di basarsi sul precedente Sidestrand del 1928, sviluppandone sostanzialmente una variante migliorativa mantenendone quindi l'aspetto, oramai sorpassato, che poco si discostava da quelli realizzati durante il primo conflitto mondiale e che era caratterizzato dalla velatura biplana, dagli abitacoli aperti, con postazioni difensive basate su mitragliatrici ad azionamento manuale, e dal carrello d'atterraggio fisso. L'Overstrand tuttavia era equipaggiato con un impianto motore dalla maggior potenza che si traduceva, tra l'altro, in una maggiore velocità massima raggiungibile (225 km/h, 140 mph) e che aumentava le difficoltà operative dei mitraglieri, specialmente quello della postazione all'apice anteriore della fusoliera.
Per risolvere il problema l'Overstrand venne equipaggiato con una torretta, chiusa e ad azionamento assistito, posizionata sul naso e che integrava una singola mitragliatrice Lewis calibro .303 in (7,7 mm). Questa particolarità rese l'Overstrand il primo aereo in servizio nella RAF a montare una torretta servocomandata. La rotazione era gestita da motori pneumatici mentre la posizione verticale della mitragliatrice era attuata idraulicamente. Per migliorare le condizioni generali dell'equipaggio anche la cabina di pilotaggio venne protetta da un tettuccio finestrato mentre, seppur schermate, le postazioni difensive dorsale e ventrale rimasero aperte.
In seguito venne pianificato lo sviluppo di una nuova variante dotata di carrello d'atterraggio retrattile, identificata come P.80 "Superstrand", ma il progetto venne abbandonato.

## Impiego operativo
Il primo Overstrand, al tempo della sua realizzazione indicato come Sidestrand Mk IV, venne portato in volo per la prima volta nel 1933,  equipaggiato con una coppia di motori radiali Bristol Pegasus I.M3 da 580 hp (433 kW) ciascuno, in sostituzione dei Bristol Jupiter da 460 hp (340 kW) che motorizzavano i Sidestrand, consentendogli di raggiungere i 246 km/h (156 mph). Inoltre la capacità di carico in bombe da caduta salì a 680 kg (1 500 lb). La conversione venne considerata un successo ed altri tre Sidestrands vennero aggiornati al nuovo standard motorizzandoli con una versione più evoluta del precedente radiale, il Pegasus II.M3 sempre da 580 hp.
La produzione in serie venne avviata e nel 1936 l'Overstrand iniziò a sostituire il Sidestrand nei reparti operativi; venne quindi adottato dal No. 101 Squadron RAF, che rimase l'unico Squadron ad impiegarlo integralmente, e dal No. 144 Squadron RAF, che lo impiegò brevemente prima di sostituirlo con i più efficaci e moderni Bristol Blenheim nel 1938. 	
Allo scoppio della Seconda guerra mondiale erano ancora undici gli Overstrand in servizio operativo e di questi sei erano utilizzati per l'addestramento al tiro degli equipaggi. Benché un incidente occorso il 22 aprile 1940 all'Overstrand K8173 mentre era in volo limitò a scopo cautelativo l'utilizzo degli esemplari rimasti, gli Overstrand rimasero operativi fino a maggio 1941.

## Utilizzatori
Regno Unito
- Royal Air Force